# Henrik Jansson
Pour les articles homonymes, voir Jansson.
Henrik Jansson, né le 18 mars 1972 à Åre, est un snowboardeur suédois spécialiste du snowboardcross. 

## Palmarès

### Championnats du monde de snowboard
- Championnats du monde 1999 à Berchtesgaden (Allemagne) :
  -  Médaille d'or en snowboardcross

### Coupe du monde
- 2 podiums en carrière.